# Криворучка (фильм)
«Криворучка» (исп. Manos torpes; также известен под названием Когда Сатана схватил кольт, итал. Quando Satana impugnò la Colt) — испанский фильм-вестерн 1970 года, снятый режиссёром Рафаэлем Ромеро Марчентом. В главных ролях снимались Питер Ли Лоуренс, Пилар Веласкес и Альберто де Мендоса.
На русском языке фильм доступен только в любительском переводе. 

## Сюжет
В детстве юный Питер стал свидетелем того, как его отец погибает от руки охотника за головами. Всю свою дальнейшую жизнь он одержим мыслью отомстить за смерть отца. Вырастая, он работает на ранчо богатого землевладельца Марка Уоррена, у которого есть дочь Дороти, в которую Питер влюблён. Однако сам Уоррен хочет выдать её замуж за влиятельного владельца ранчо, Джонни, который контролирует воду в регионе. 
Питер и Дороти тайно женятся и сбегают из города, однако Уоррен посылает за ними шайку бандитов. Они возвращают Дороти отцу, а Питера жестоко избивают и оставляют умирать в пустыне. Когда главному герою кажется, что он вот-вот распрощается с жизнью, на помощь приходит загадочный Латимор, который спасает его от гибели. При помощи Латимора и его товарища-китайца, Питер постепенно встаёт на ноги и обучается стрельбе из револьвера. Он твёрдо намерен вернуть себе Дороти и отомстить своим обидчикам. На тропе мести он выясняет, что спасший его Латимор — тот самый охотник, убивший его отца.

## В ролях
- Питер Ли Лоуренс — Питер Кушмич
- Пилар Веласкес — Дороти Уоррен
- Альберто де Мендоса — Латимор
- Антонио Касас — Марк Уоррен
- Елена Самарина — Мэри Уоррен
- Мануэль де Блас — Джонни Латтен
- Антонио Пика — Тед
- Франк Брана — главарь бандитов
- Антонио Молино Рохо — Фрэнк, бандит
- Альдо Самбрель — Докер, бандит
- Лоренцо Робледо — ковбой на ранчо Уоррена

## Производство
Съёмки фильма проходили в 1969 году в Альмерии и в павильонах киностудии  Profil 21 в Мадриде.

## Критика
Фильм собрал в прокате более ста тысяч евро и удостоился похвальных отзывов испанских критиков.
Майкл Р. Питтс в своём справочнике по фильмам-вестернам отмечал запутанный сюжет и динамичность фильма